# Parnassius acco
Espèce
Parnassius acco ou Apollon verni est une espèce de lépidoptères de la famille des Papilionidae et à la sous-famille des Parnassiinae.

## Dénomination
Parnassius acco a été décrit par George Robert Gray en 1852.

### Nom vernaculaire
Parnassius acco se nomme Varnished Apollo en anglais.

### Sous-espèces

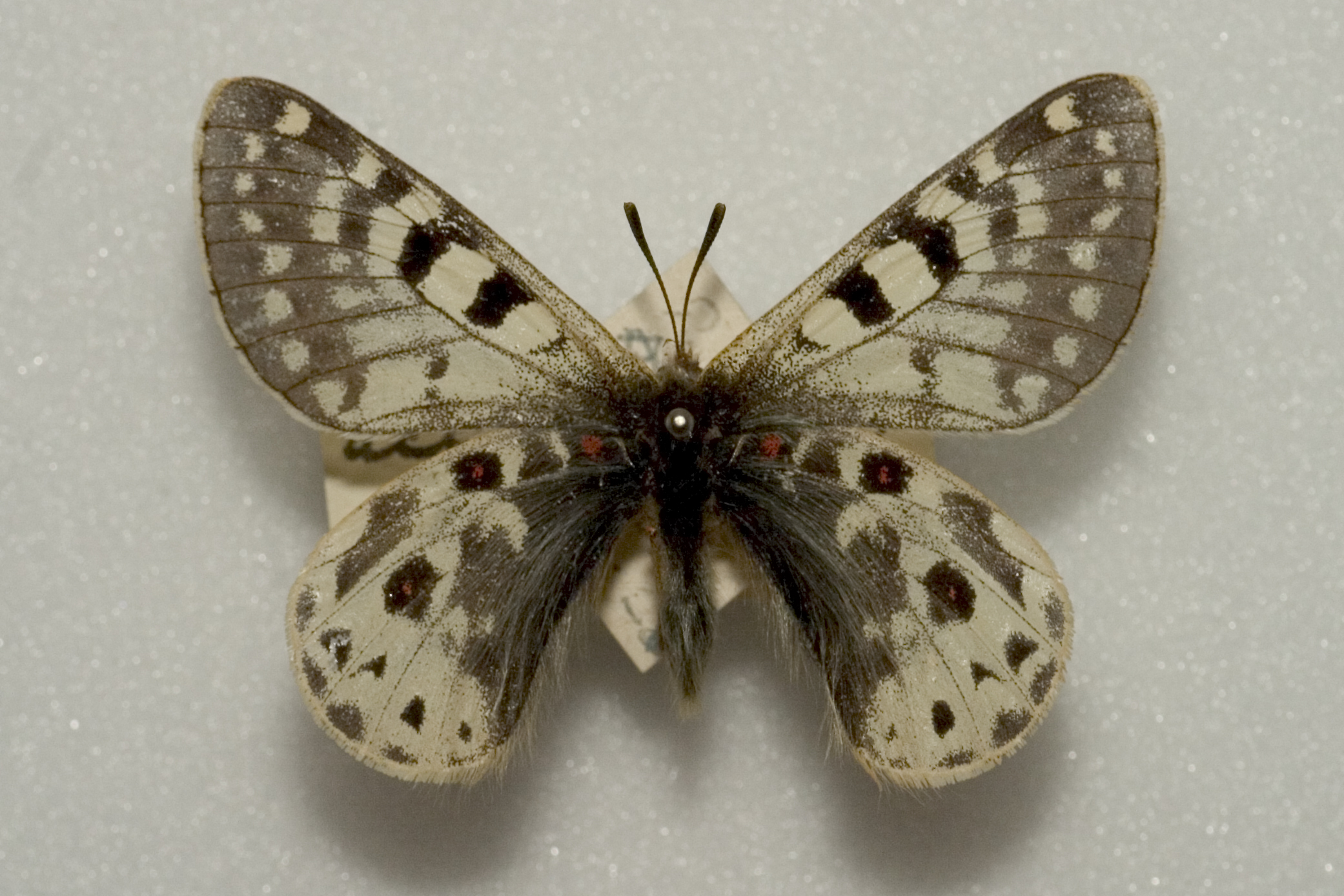
Parnassius acco.

- Parnassius acco goergneri Weiss & Michel
- Parnassius acco gyanglaputsai Huang, 1998
- Parnassius acco hampsoni Avinoff, 1916 ; présent en Mongolie
- Parnassius acco humboldti Pierrat & Porion
- Parnassius acco rosea Weiss & Michel
- Parnassius acco rosei Schulte
- Parnassius acco tagalani Bang-Haas, 1927
- Parnassius acco transhimalayensis Eisner, 1938
- Parnassius acco tulaishani Schulte
- Parnassius acco vairocanus Shinkal[1].

## Description
Parnassius acco est un papillon au corps poilu, blanc grisé largement marqué de gris beige avec aux ailes postérieures une ligne submarginale de chevrons noirs et deux taches rouges cernées de noir.

## Biologie

### Plantes hôtes
Les plantes hôtes sont des Corydalis.

## Écologie et distribution
Parnassius acco est présent dans le Nord de l'Inde, au Tibet et en Mongolie.

### Biotope
Parnassius acco réside en haute montagne.